# Марк Юний Силан (трибун)
Вижте пояснителната страница за други личности с името Марк Юний Силан.
Марк Юний Силан (на латински: Marcus Iunius Silanus) е политик на Римската република през края на 2 век пр.н.е.
Произлиза от фамилията Юнии, клон Юний Силан. Вероятно е идентичен с Марк Юний Силан (консул 109 пр.н.е.).
През 124 пр.н.е. или 123 пр.н.е. той е народен трибун. Автор е на actio de repetundis (закона lex Iunia) в полза на населението на римските провинции от грабещи управители, който е предшественик на lex Acilia repetundarum или закона lex Acilia de intercalando на народния трибун Маний Ацилий Глабрион (122 пр.н.е.).